# Humberto Brenes
Humberto Brenes (phát âm tiếng Tây Ban Nha: [umˈbeɾto ˈβɾenes]; sinh ngày 8 tháng 5, 1951) là một người chơi poker chuyên nghiệp người Costa Rica. Hiện tại, Brenes đang sống tại Miami Lakes, Florida cùng với vợ (Patricia) và ba đứa con (José Humberto, Roberto, Jessica).

## Tiểu sử
Brenes bắt đầu sự nghiệp cờ bạc của mình bằng cách chơi baccarat, nhưng sau đó đã tìm đến poker. Anh bắt đầu tham gia giải đấu vào năm 1974 và trở thành một người chơi thường xuyên trong các giải đấu vào năm 1988.
Vào năm 1988, anh đã vào bàn chung kết của World Series of Poker (WSOP) và đứng thứ tư, giành được 83,050 đô la. Anh đã sở hữu hai vòng đeo tay WSOP, đạt được 72 lần tới bàn cuối cùng tại WSOP và ba lần vào bàn chung kết của World Poker Tour.
Các vòng tròn đeo tay của Brenes xuất hiện ở World Series of Poker năm 1993 trong trò chơi limit Texas hold 'em và pot limit Omaha. Ông cùng với Phil Hellmuth, Jr. đứng đầu với số lần hoàn thành vòng chơi có thưởng cao nhất (tám lần) trong WSOP năm 2006. Ông cũng giành hạng nhất và giành được 502,460 đô la tại giải Jack Binion 2002 World Poker Open, đánh bại Erik Seidel ở trận chung kết.
Ông cũng là thành viên của Đội PokerStars. Brenes chơi dưới tên màn hình "HumbertoB". Hai trong số anh em của ông, Alex Brenes và Eric Brenes, đã giành được các danh hiệu của giải World Poker Tour.
Năm 2006, Brenes đứng thứ 36 trong Giải chính WSOP 2006 với 8,773 người tham gia và sau đó vào năm 2007, ông tiếp tục giành tiền trong $10,000 Giải chính No Limit Hold'em, xếp thứ 83 trong số 6,358 người chơi, giành được 82,476 đô la. Brenes bị loại bởi Hevad Khan.
Đến năm 2013, tổng số tiền thưởng giải đấu trực tiếp của ông vượt quá 6.000.000 đô la. Trong đó, 72 lần thắng tiền trong World Series of Poker (WSOP) đóng góp 2.264.333 đô la vào số tiền này, ông tự xem đó là thành quả của mình nhưng cũng coi đó là thành công lớn đến sự hướng dẫn và huấn luyện của người hướng dẫn và huấn luyện, Andrés "El Pemorado" Calderón.
Humberto Brenes đã được chọn vào số 10 ứng cử viên cuối cùng để nhập danh tiếng của nhà hòa bình poker năm 2013..

## World Series of Poker bracelets
| Năm  | Giải đấu               | Giải thưởng (US$) |
| ---- | ---------------------- | ----------------- |
| 1993 | $2,500 Limit Hold'em   | $149,000          |
| 1993 | $2,500 Pot Limit Omaha | $128,000          |